# Hatsukaze
Die Hatsukaze (japanisch 初風 ‚Erster Wind‘) war ein Zerstörer der Kagerō-Klasse der Kaiserlich Japanischen Marine, der im Zweiten Weltkrieg zum Einsatz kam und 1943 versenkt wurde.

## Geschichte

### Bau
Der Bauauftrag für die spätere Hatsukaze wurde im Rahmen des 3. Kreis-Bauprogramms (Maru 3 Keikaku) von 1937, als Baunummer 23, an die Werft von Kawasaki in Kōbe vergeben. Diese legte den Rumpf am 3. Dezember 1937 auf Kiel und das zu Wasser lassen erfolgte am 24. Januar 1939. Die Indienststellung erfolgte am 15. Februar 1940.

### Einsatzgeschichte

#### Invasionen in Südostasien
Zur Zeit des Angriffs auf Pearl Harbor gehörte die Hatsukaze zur Zerstörerdivision 16, die Teil des 2. Zerstörergeschwaders war, welches wiederum zur 2. Japanischen Flotte gehörte. Sie wurde von Palau aus als Teil der Eskorte für den Flugzeugträger Ryūjō und den Minenleger Yaeyama während der Schlacht um die Philippinen eingesetzt.
Im Frühjahr 1942 nahm die Hatsukaze an der japanischen Invasion Südostasiens teil. Sie eskortierte Invasionsstreitkräfte nach Menado, Kendari und Ambon im Januar und im Februar geleitete sie Streitkräfte für die Invasionen von Makassar, Timor und dem östlichen Java. Am 27. und 28. Februar nahm die Hatsukaze mit dem 2. Zerstörergeschwader an der Schlacht in der Javasee mit einem Torpedoangriff auf die alliierten Seestreitkräfte teil. Im März war das 2. Zerstörergeschwader bei der U-Bootabwehr eingesetzt und begleitete am Ende des Monats die Invasionsstreitkräfte zur Eroberung der Weihnachtsinsel, bevor sie nach Makassar zurückkehrte. Ende April fuhr die Hatsukaze zur Marinewerft Kure, wo sie bis zum 3. Mai gewartet wurde.
Am 21. Mai 1942 fuhr das 2. Zerstörergeschwader mit der Hatsukaze von Kure nach Saipan und geleitete einen Truppenkonvoi in Richtung der Midwayinseln. Wegen des Ausgangs der Schlacht um Midway mit dem Verlust von 4 Flottenträgern wurde die Invasion abgesagt und der Konvoi kehrte um, ohne in Kämpfe verwickelt gewesen zu sein. Die 16. Zerstörerdivision wurde nach Kure zurückbefohlen.

#### Kämpfe um die Salomonen
Am 14. Juli 1942 wurde die 16. Zerstörerdivision mit der Hatsukaze dem 10. Zerstörergeschwader in der 3. Flotte zugeteilt. Am 16. August 1942 lief das 10. Zerstörergeschwader aus Kure aus und begleitete die 3. Flotte nach Truk. Am 24. August 1942 war das 10. Zerstörergeschwader der Geleitschutz für Admiral Nagumos Trägerflotte in der Schlacht bei den Ost-Salomonen. Im September und Oktober 1942 eskortierte das Geschwader Patrouillen nördlich der Salomonen. Am 26. Oktober war es wieder der Geleit für Admiral Nagumos Träger während der Schlacht bei den Santa-Cruz-Inseln und das Geschwader begleitete dann am 28. Oktober die beschädigten Träger Shōkaku und Zuihō nach Truk. Am 4. November wurde dann der Träger Zuikaku von Truk nach Kure eskortiert. Dann war das Geschwader mit Training in der Seto-Inlandsee befasst, bis es die Zuikaku im Januar 1943 zu den Shortland-Inseln begleitete.
Am 10. Januar 1943 deckte die Hatsukaze einen Versorgungstransport zu der umkämpften Insel Guadalcanal, einen der sogenannten Tokyo-Express-Fahrten. Dabei wurde sie während der Versenkung von zwei amerikanischen PT-Schnellbooten, der PT-43 und PT-112 von einem Torpedo (höchstwahrscheinlich von der PT-112) an Steuerbord getroffen. Als sie zu einer Notreparatur nach Truk fuhr, war ihre Höchstgeschwindigkeit 18 Knoten. Im April fuhr sie nach Kure um gründlich repariert zu werden. Im September eskortierte die Hatsukaze mit dem 10. Zerstörergeschwader das Schlachtschiff Yamato von Kure nach Truk. Ende September und Ende Oktober geleitete das 10. Zerstörergeschwader die Vereinigte Japanische Flotte von Truk nach Eniwetok und zurück, als Antwort auf amerikanische Luftschläge von Trägern im Zentralpazifik. Zwischen den Missionen unterstützte die Hatsukaze den Tanker Kazakaya, der von einem amerikanischen U-Boot torpediert worden war.

### Untergang
Am 2. November 1943 kollidierte die Hatsukaze während der Seeschlacht bei der Kaiserin-Augusta-Bucht mit dem japanischen Kreuzer Myōkō. Die Kollision riss der Hatsukaze den Bug ab und sie blieb manövrierunfähig liegen. Die Hatsukaze und der Leichte Kreuzer Sendai wurden von amerikanischen Zerstörern durch Artilleriefeuer versenkt. Von der Besatzung wurden 164 Mann getötet, darunter der Kommandant, Korvettenkapitän Ashida Buichi.
Am 5. Januar 1944 wurde die Hatsukaze von der Schiffsliste gestrichen.